# Ökull-Borregården
Ökull-Borregården är ett naturreservat i Skara kommun i Västra Götalands län.
Området är skyddat sedan 2007 och omfattar 72 hektar. Det är beläget strax väster om Varnhem och är en del av Vallebygdens kamelandskap med kullar, mindre åsryggar, dödisgropar och svackor.

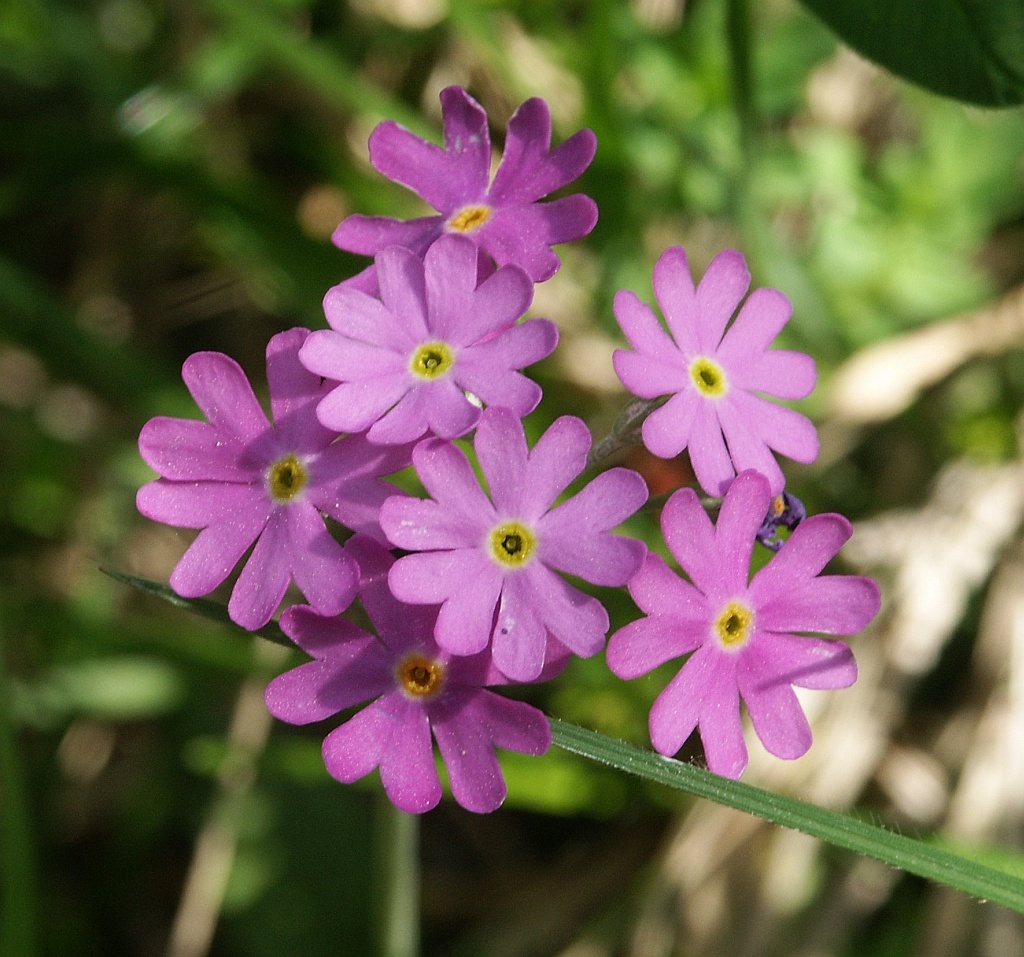
Majviva

Dödisgroparna och svackorna har efterhand övergått till sjöar eller kärr.  Åsarna i kamelandskapet följer isens rörelseriktning. Den mest markerade åsen kallas Getaryggen och kan följas ca 5 km norrut. Ryggarna och kullarna är uppbyggda av sandblandat grus som bildats av områdets bergarter - sandsten, alunskiffer och urberg. Kalkgrus förekommer också.
I området har djur betat i 300 år enligt historiska källor, men områdets historia går kanske tusentals år tillbaka. På medeltiden var Ökull en kungsgård, där den lokala representanten för kungen bodde. De marker som ligger kring Borregården tillhörde antagligen Varnhems kloster. 
I området finns kalkfuktängar, rikkärr, naturbetesmarker och ädellövskog. Där finns också en rik flora av svamp- moss- och kärlväxter. Många orkidéer trivs också i området och man kan bland annat se flugblomster, kärrknipprot och ängsnycklar. I sjöarna finns kransalger, som kräver klart vatten. Markens kalkrikhet gör att många ovanliga växer och svampar trivs bra i området. Vid Getaryggen finns den rikaste floran men även vid kullen Tjursberg går det att finna många spännande arter. På våren växer här både blå- och vitsippor. Andra arter att hålla utkik efter är jordtistel, ängsskallra, brudbröd, vätteros, flugblomster och fagervaxskivling. 